# Dragutin Mate
Dragutin Mate, slovenski častnik, veteran vojne za Slovenijo, vojaški in letalski ataše, diplomat, politik, obramboslovec hrvaškega rodu, * 2. maj 1963, Čakovec, Hrvaška.

## Politična kariera
- minister za notranje zadeve (3. december 2004 - razrešen 7. novembra 2008)

Na državnozborskih volitvah leta 2011 je kandidiral na listi SDS.

## Vojaška kariera
Dosegel je čin polkovnika Slovenske vojske. V času službovanja kot vojaški in letalski ataše v Bosni in Hercegovini se je zapletal v vohunsko afero Sarajevo v letu 1999.

## Odlikovanja in priznanja
- spominski znak ob deseti obletnici vojne za Slovenijo (9. julij 2002)